# Eligma allardi
Eligma allardi är en fjärilsart som beskrevs av Elliot C.G. Pinhey 1968. Eligma allardi ingår i släktet Eligma och familjen trågspinnare. Inga underarter finns listade i Catalogue of Life.